# Denise Holstein
Pour les articles homonymes, voir Holstein (homonymie).
Denise Holstein, née le 6 février 1927 à Rouen et morte le 16 novembre 2024 à Antibes,, est une survivante d'Auschwitz. Elle témoigne de son histoire dans deux livres et dans un documentaire réalisé par un étudiant du lycée Corneille de Rouen.

## Biographie

### Enfance
Denise Holstein est née le 6 février 1927 à Rouen dans une famille juive aisée. Son père, Bernard Holstein, né à Kaunas dans l'Empire russe (aujourd'hui Lituanie) le 20 août 1890, est dentiste. Il a combattu pour la France pendant la Première Guerre mondiale. Sa mère, Juliette Cohen, est née le 16 octobre 1902 à Paris. En 1939, son père est mobilisé comme lieutenant à l'hôpital de Rouen. Elle fait ses études au lycée Corneille et au lycée Jeanne-d'Arc. 

### La vie dans la France occupée
En 1940, la mère de Denise s'engage auprès de son mari comme ambulancière. Elle suit l'armée française dans son repli. Denise et son frère Jean (né en 1924) fuient devant l'avance allemande avec leur grand-mère maternelle et leur arrière-grand-mère. L'exode les mène jusqu'à Vierzon. Finalement, toute la famille se retrouve à Avignon puis revient à Rouen où son père a le droit de continuer à travailler. C'est le seul dentiste juif de la rive droite de Rouen à recevoir ce droit.
Le père de Denise est arrêté une première fois lors de la rafle du 6 mai 1942, interné au camp de Drancy et libéré trois mois plus tard. Le frère de Denise est envoyé en zone libre et caché. Il rejoindra le maquis.
Denise et ses parents sont arrêtés chez eux au soir du 15 janvier 1943 lors de la grande rafle de tous les Juifs de Rouen et de la Seine-Inférieure. Ce jour-là, deux cent vingt adultes et enfants du département sont arrêtés sur ordre du préfet André Parmentier qui n'a même pas demandé l'autorisation de ses supérieurs de l'État français en zone occupée. Transférés à Drancy, ils sont déportés à Auschwitz ou à Sobibor.
Denise, malade, est hospitalisée pour diphtérie et oreillons. Ses parents sont déportés, par le Convoi no 62, en date du 20 novembre 1943, de Drancy à Auschwitz. Elle ne les reverra jamais. Orpheline, elle peut alors bénéficier de l'aide de l'UGIF et ne retourne pas au camp de Drancy. Elle est d'abord hébergée au foyer Guy-Patin qui recueille les enfants dont les parents ont été déportés tout en fréquentant le lycée Lamartine (un lycée de jeunes filles), puis au centre de la rue Lamarck.
Elle est ensuite hébergée à la maison d'enfants de Louveciennes dans l'Ouest parisien. Denise a alors 17 ans et devient monitrice d’un groupe d’enfants dont les parents ont été déportés.

### Arrestation et déportation
En juillet 1944, Aloïs Brunner décide de rafler tous les occupants des maisons d'enfants. Denise continue de s'occuper de ses petits protégés à Drancy. Elle espère que les alliés arriveront à Paris avant le départ en déportation. 
Mais le 31 juillet 1944, elle est déportée à Auschwitz avec les 34 enfants du foyer de Louveciennes: « Mille trois cents personnes dans des conditions incroyables, entassées avec quelques matelas, des seaux, à peine de quoi boire alors qu'il fait vraiment très chaud et qu'il n'y a que de très petites ouvertures pour laisser passer un peu d'air. » Elle essaie de soutenir les enfants en les faisant chanter et en les consolant.
Arrivée à Auschwitz, un déporté la sauve en lui enjoignant de ne pas prendre d'enfant avec elle. Les 34 enfants de Louveciennes sont directement envoyés à la chambre à gaz. Denise Holstein se souvient d'une rumeur qui circulait dans le camp et qui racontait que les nazis faisaient du savon avec la graisse des cadavres (rumeur fausse).
Denise est « sélectionnée » pour le travail forcé dans le camp. Après quinze jours de quarantaine, elle est tatouée. Elle raconte que lorsqu'une déportée se plaignait, les « pollacks » qui tatouaient enfonçaient les aiguilles encore plus profondément. Elle est affectée à des travaux épuisants, comme le transport de blocs de pierre. Elle est levée à trois heures du matin avec une sorte de café comme petit déjeuner. L'appel dure ensuite jusqu'à huit heures, à genoux, sans bouger. En cet été 1944, il n'y a pas assez de travail pour toutes les détenues dans le camp. Elle ne travaille donc pas tous les jours.
Denise Holstein attrape la scarlatine et se retrouve au Revier. C'est là qu'elle croise le docteur Mengele. Elle n'en a alors jamais entendu parler et se demande pourquoi l'annonce de son arrivée sème ainsi la terreur dans toute l'infirmerie. « D'une voix au timbre impérieux, il lut une liste de noms dans laquelle j'étais, et nous fit descendre du lit, retirer nos chemises de nuit et, en face de chaque nom, il faisait un petit signe que nous ne pouvions pas comprendre : lesquelles de nous seraient-elles choisies, peut-être même toutes, mais il n'y avait rien à espérer. Les malheureuses sanglotaient tenant leurs enfants dans les bras serrés contre elles, d'autres devenaient complètement folles et s'arrachaient les cheveux… c'est le soir que la Schreiberin entra dans la pièce et lut une longue liste sur laquelle mon nom ne figurait pas mais celui de toutes les femmes maigres, de celles qui avaient des enfants et de toutes celles qui avaient le typhus. C'est alors que je compris qu'elles allaient être conduites à la chambre à gaz et ensuite brûlées. Les hommes que nous avions vus dans le camp avaient donc dit la vérité en nous parlant du four crématoire. Jusqu'à ce jour je n'avais rien cru de tout cela et je compris enfin que toutes les personnes qui n'étaient pas rentrées dans le camp avec nous avaient subi ce sort affreux. »
Lorsqu'elle ressort du Revier au bout de sept semaines, le froid s'est abattu sur le camp transformé en vaste bourbier. Mais dit-elle, à cette époque, le camp regorgeait de ravitaillement et elle peut reprendre des forces. Elle change plusieurs fois de bloc.
À la fin de l'année 1944, elle est transférée à Bergen-Belsen, puis elle est libérée en avril 1945, dans un état de grand délabrement physique.
« Je suis revenue maintenant mais ces visions d’horreur, je crois, ne pourront plus jamais me quitter, et d’ailleurs je ne veux pas oublier, les Français oublient eux beaucoup trop vite et surtout ceux qui n’ont pas souffert c’est-à-dire ceux qui ne sont pas passés entre les mains des Allemands. »

### Après la déportation
À son retour de déportation, Denise Holstein rédige durant l’été 1945 ses souvenirs. Mais son témoignage ne dépasse pas le cadre familial.
Denise devient vendeuse puis secrétaire médicale. Elle se marie en 1947 avec Jean Samuel. Ils ont trois enfants. En 1957, Denise Holstein commence une carrière de représentante pour vêtements de luxe pour enfants. Elle divorce en 1966.
En 1990, après avoir rencontré Serge Klarsfeld, Denise décide de témoigner.
En 1992, elle commence à témoigner dans les établissements scolaires et se met rapidement à sillonner la France pour s'adresser au plus grand nombre d'élèves. En 1995, elle est même invitée à l'émission La Marche du siècle à la télévision pour la célébration du cinquantième anniversaire de la libération des camps.
Cette même année, son témoignage est publié pour la première fois par les Éditions no 1 sous le titre de Je ne vous oublierai jamais, mes enfants d’Auschwitz.
Elle fait plusieurs voyages avec des collégiens à Auschwitz dont certains sont filmés. Ses souvenirs sont de nouveau publiés en 2008 sous le titre de Le Manuscrit de Cayeux-sur-Mer, juillet août 1945, Rouen - Drancy - Louveciennes -Birkenau – Bergen-Belsen aux éditions Le Manuscrit. Le manuscrit est suivi d'entretiens avec l'inspecteur de l'Académie de Paris, Raymond Riquier. Ils permettent d'éclaircir les conditions d’écriture du manuscrit, certains aspects du récit. En dernière partie, une étude historique de Françoise Bottois permet de mieux comprendre l’anéantissement des Juifs à Rouen entre 1940 et 1943.
En 2020, elle fait l'objet d'un documentaire.

## Distinctions
- Chevalière de la Légion d'honneur (27 janvier 2006)[13]
- Commandeur de l'ordre des Palmes académiques (décret du 1er juillet 2024)[14]
  - Chevalier le 27 juin 2001, décorée par le recteur de l'académie de Rouen

## Œuvres
- Je ne vous oublierai jamais, mes enfants d’Auschwitz, Éditions 1, 1995, 142 p. (ISBN 978-2863916728).
- Le Manuscrit de Cayeux-sur-Mer : juillet août 1945, Rouen - Drancy - Louveciennes -Birkenau - Bergen-Belsen, Éditions Le Manuscrit, coll. « Témoignages de la Shoah », 2008, 235 p. (ISBN 978-2304019681).